# Medina (Dakota del Norte)
Medina es una ciudad ubicada en el condado de Stutsman en el estado estadounidense de Dakota del Norte. En el censo de 2010 tenía una población de 308 habitantes y una densidad poblacional de 116,36 personas por km².

## Geografía
Medina se encuentra ubicada en las coordenadas 46°53′43″N 99°18′00″O / 46.89528, -99.30000. Según la Oficina del Censo de los Estados Unidos, Medina tiene una superficie total de 2.65 km², de la cual 2.65 km² corresponden a tierra firme y (0%) 0 km² es agua.

## Demografía
Según el censo de 2010, había 308 personas residiendo en Medina. La densidad de población era de 116,36 hab./km². De los 308 habitantes, Medina estaba compuesto por el 96.43% blancos, el 0% eran afroamericanos, el 0% eran amerindios, el 0.32% eran asiáticos, el 0% eran isleños del Pacífico, el 0% eran de otras razas y el 3.25% pertenecían a dos o más razas. Del total de la población el 0.65% eran hispanos o latinos de cualquier raza.